# Sozòpolis
Sozòpolis (Sozopolis, Σωζόπολις) fou una ciutat de Pisídia al nord de Termessos, en una plana rodejada de muntanyes. No s'ha de confondre amb la tràcia Sozòpolis a Haemimonto en l'actual Bulgària.

## Ubicació
Sozòpolis de Pisídia ha d'haver estat situada a la regió fronterera de la província, ja que alguns relats antics la situen a Frígia. El seu lloc pot correspondre a l'actual Uluborlu, província d'Isparta, Turquia. Les fonts més antigues diuen "Souzon, al sud d'Aglasoun".

## Història
Sozòpolis de Pisídia va ser el lloc de naixement de Sever d'Antioquia (nascut al voltant del 456).
La icona de la Mare de Déu de Sozòpolis, commemorada pels cristians ortodoxos el 3 de setembre, es va originar en aquesta ciutat.
A la zona s'han trobat fragments de la Res Gestae Divi Augusti.

## Bisbat
Sozòpolis va enviar el seu bisbe i, possiblement, dos representants del Concili de Constantinoble el 381, i el bisbe va assistir al Concili d'Efes l'any 431.
La seu està inclosa a la llista de seus titulars de l'Església Catòlica.